# Osaka Resort City 200
Osaka Resort City 200 è un complesso di edifici a Minato-ku di Osaka, in Giappone. Completato nel marzo 1993, si compone di quattro edifici, tra cui la Osaka Bay Tower,

## Caratteristiche
ORC 200 è un complesso ad uso misto che ospita abitazioni, uffici, hotel, negozi e altre strutture. 22,687 m2 della superficie totale di 30,123 m2 sono occupati dalla Osaka Bay Tower, dalla Prio Tower e da alcuni edifici minori. Tutti sono collegati tra loro da una passerella e circondano un atrio situato al centro. Il primo grattacielo, alto 200 metri circa ospita il Mitsui Urban Hotel, mentre il secondo, più basso (167 metri) è dedicato prevalentemente all'uso residenziale. Diversi piani di entrambi gli edifici sono destinati a uffici. I restanti due edifici includono una stazione radio, un club sportivo, ristoranti e negozi. La superficie totale del complesso ORC 200 è pari a 252,778 m2.
Sviluppato dalla Shimizu Corporation secondo il progetto di Yasui Architects & Engineers, Inc., faceva parte del Land Trust Program di Osaka. La costruzione del complesso è costata 83 miliardi di yen.
L'Osaka Resort City 200 è stato oggetto di una serie di azioni legali. Nel marzo 2001, il tribunale distrettuale di Osaka ha ordinato alla città di Osaka di pagare 63,7 miliardi di yen alle banche a cui il complesso è stato affidato e che hanno subito perdite finanziarie a causa dell'esplosione della bolla economica e delle successive riduzioni degli affitti. Tra queste banche vi erano: Resona Bank, Sumitomo Mitsui Trust Bank e The Bank of Tokyo-Mitsubishi UFJ. La città ha fatto appello alla corte e nessun consenso è stato raggiunto fino a marzo 2013, quando ha accettato di pagare alle banche un risarcimento di 64,5 miliardi di yen.